# Naso vlamingii
Naso vlamingii е вид бодлоперка от семейство Acanthuridae. Видът не е застрашен от изчезване.

## Разпространение и местообитание
Разпространен е в Австралия, Американска Самоа, Британска индоокеанска територия (Чагос), Виетнам, Гуам, Еквадор (Галапагоски острови), Индия, Индонезия, Кения, Кирибати, Кокосови острови, Коморски острови, Мавриций, Мадагаскар, Малайзия, Малдиви, Малки далечни острови на САЩ (Уейк), Маршалови острови, Мианмар (Коко острови), Микронезия, Нова Каледония, Остров Рождество, Острови Кук, Палау, Папуа Нова Гвинея, Провинции в КНР, Реюнион, Самоа, САЩ (Хавайски острови), Северни Мариански острови, Сейшели, Тайван, Танзания, Тонга, Фиджи, Филипини, Френска Полинезия (Маркизки острови и Туамоту), Южна Африка и Япония (Бонински острови и Рюкю).
Обитава крайбрежията и скалистите дъна на океани, морета, лагуни и рифове в райони с тропически климат. Среща се на дълбочина от 1 до 100 m, при температура на водата от 25,1 до 29,3 °C и соленост 34,1 – 35,4 ‰.

## Описание
На дължина достигат до 60 cm.
Популацията на вида е намаляваща.